# Alex Deibold
Alex Deibold (* 8. Mai 1986 in New Haven) ist ein US-amerikanischer Snowboarder. Er startet im Snowboardcross.

## Werdegang
Deibold nahm von 2003 bis 2009 vorwiegend am Europacup teil, bei dem er in der Saison 2008/09 den zweiten Platz in der Snowboardcrossgesamtwertung belegte. Sein erstes Weltcuprennen fuhr er im Februar 2007 in Furano, welches er auf dem 26. Platz im Snowboardcross beendete. Bei den Snowboard-Weltmeisterschaften 2007 in Arosa errang er den 15. Platz im Snowboardcross. Im März 2007 erreichte er in Lake Placid mit dem achten Rang erstmals eine Top-Zehn-Platzierung im Weltcup. Bei den Snowboard-Weltmeisterschaften 2011 in La Molina kam er auf den 26. Platz. Im Februar 2013 holte er in Sotschi mit dem zweiten Platz seine erste Podestplatzierung im Weltcup. Zum Beginn der Olympiasaison 2013/14 belegte er in Lake Louise den dritten Platz. Bei seiner ersten Olympiateilnahme 2014 in Sotschi gewann er Bronze im Snowboardcross. Bei den Snowboard-Weltmeisterschaften 2015 am Kreischberg belegte er den 17. Platz. Im März 2015 wurde er in La Molina Zweiter und beendete die Saison 2014/15 auf dem sechsten Rang in der Snowboardcrosswertung. In der folgenden Saison kam er bei sieben Teilnahmen im Weltcup, dreimal unter die ersten Zehn und belegte damit den 13. Platz im Snowboardcross-Weltcup. Nach Platz zehn in Montafon zu Beginn der Saison 2016/17, wurde er im weiteren Saisonverlauf Dritter in Solitude und Zweiter in Veysonnaz und erreichte damit den sechsten Platz im Snowboardcross-Weltcup. Zudem errang er im Teamwettbewerb in Solitude zusammen mit Nate Holland den dritten Platz. Beim Saisonhöhepunkt den Snowboard-Weltmeisterschaften 2017 in Sierra Nevada kam er auf den 15. Platz im Einzelwettbewerb und auf den siebten Rang zusammen mit Nate Holland im Teamwettbewerb. Bei den Snowboard-Weltmeisterschaften 2021 in Idre belegte Deibold den 23. Platz im Einzel und den neunten Rang im Teamwettbewerb.

## Teilnahmen an Weltmeisterschaften und Olympischen Winterspielen

### Olympische Winterspiele
- 2014 Sotschi: 3. Platz Snowboardcross

### Snowboard-Weltmeisterschaften
- 2007 Arosa: 15. Platz Snowboardcross
- 2011 La Molina: 26. Platz Snowboardcross
- 2015 Kreischberg: 17. Platz Snowboardcross
- 2017 Sierra Nevada: 7. Platz Snowboardcross Team, 15. Platz Snowboardcross
- 2021 Idre: 9. Platz Snowboardcross Team, 23. Platz Snowboardcross

## Weltcup-Gesamtplatzierungen
| Saison  | Platz | Punkte  |
| ------- | ----- | ------- |
| 2006/07 | 15.   | 692     |
| 2007/08 | 42.   | 337     |
| 2008/09 | 56.   | 110     |
| 2009/10 | 21.   | 950     |
| 2010/11 | 18.   | 1067    |
| 2011/12 | 27.   | 654     |
| 2012/13 | 12.   | 1318    |
| 2013/14 | 20.   | 895     |
| 2014/15 | 6.    | 972     |
| 2015/16 | 13.   | 1573,40 |
| 2016/17 | 6.    | 2277,30 |
| 2017/18 | 23.   | 1527,8  |
| 2018/19 | 16.   | 1024    |
| 2019/20 | 18.   | 917,9   |
| 2020/21 | 19.   | 92      |
| 2021/22 | 46.   | 21      |
| 2022/23 | 57.   | 6       |